# Мегафенокристали

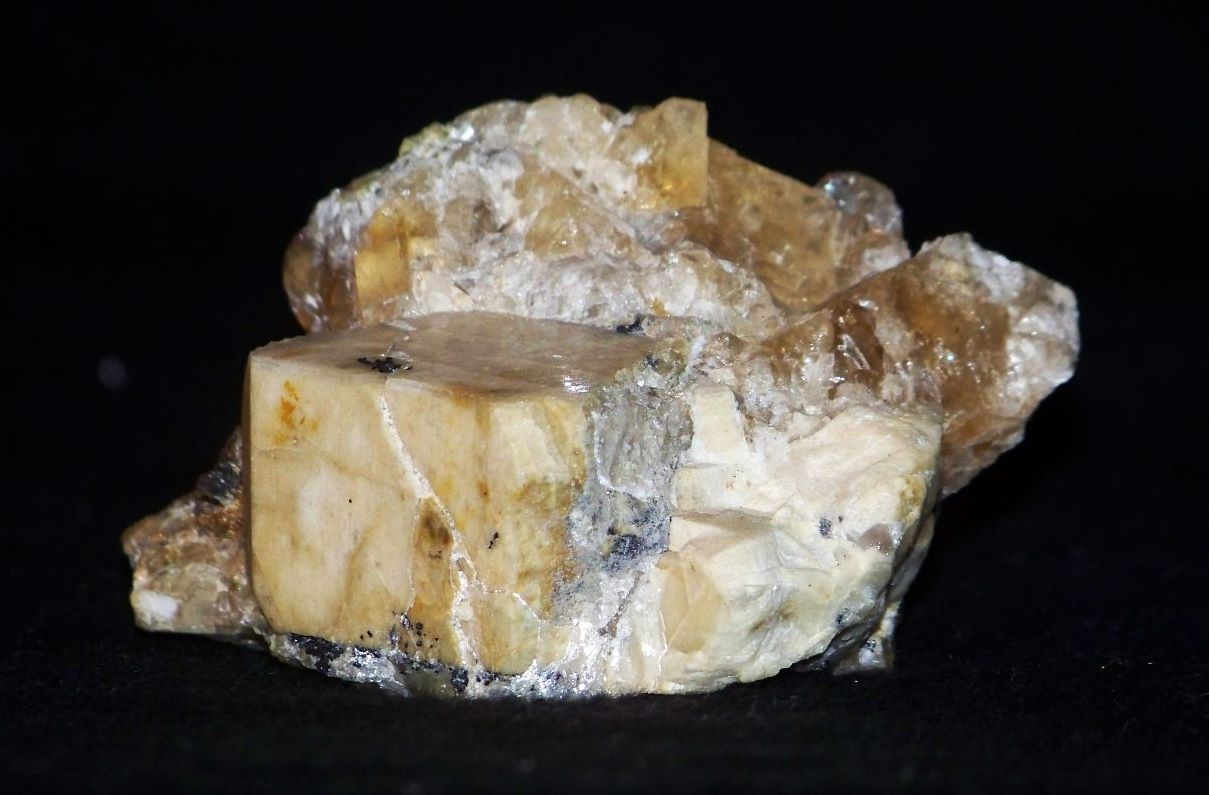
Мегафенокристал ортоклазу.

Мегафенокристали (рос. мегафенокристаллы, англ. megaphenocrystals, нім. Megaphänokristalle m pl) – дуже великі вкрапленики кристалів мінералів у вивержених породах.
Розмір мегафенокристалів - понад 5 см в порфірових і 10 см в порфіровидних гірських породах.